# Dupuy de Lôme (incrociatore)
Il Dupuy de Lôme fu il primo incrociatore corazzato francese. Impostato nel 1888, in grado di raggiungere i 20 nodi, era stato progettato per missioni prolungate contro le rotte commerciali nemiche sotto l'influsso della Jeune École.

## Servizio
La nave prestò servizio nella divisione navale del Baltico nel 1897;nell'ottobre 1898 viene aggregato alla Squadra del Nord della Marine Nationale. Le sue macchine erano state sostituite nel 1905 modificando gli scarichi in un sistema a tre fumaioli, e rimpiazzando gli alberi militari con due alberi semplici. Messa in riserva il 22 settembre 1909 ed in disarmo il 1º febbraio 1910, avrebbe dovuto essere venduta al Perù l'11 luglio 1911. Il suo nuovo nome doveva essere Comandante Elias Aguirre. Dal 26 agosto 1911 all'aprile 1912 fu sottoposta a lavori di riammodernamento, e nel maggio 1912 il governo peruviano chiese di ritardare il trasferimento ma il 19 settembre la nave innalzò la bandiera peruviana ed assunse il nuovo nome.
Ma lo scoppio della prima guerra mondiale fece annullare la vendita; l'equipaggio peruviano venne sbarcato e reimpatriato su un cargo, e la nave venne impiegata in crociere di pattugliamento; secondo altre fonti viene ancorato a Lorient, i suoi cannoni sbarcati ed utilizzati come artiglieria terrestre. Dopo la guerra venne radiato e venduto nel 1920 al governo belga che lo ribattezzò Péruvier e dopo un riallestimento venne impiegato come mercantile.
La nave porta il nome dell'ingegnere del genio navale Henri Dupuy de Lôme (1816-1885), è la prima nave della Marine nationale a portare questo nome, la seconda fu il sommergibile d'alto mare Dupuy de Lôme (1916-1935) e la terza la nave spia Dupuy de Lôme (A 759).